# Saimaa
Il Saimaa (Saimen in svedese) è un lago situato nella parte sud-orientale della Finlandia.
Ha una superficie di 4.400 km² ed è il più grande lago del paese (il quarto in Europa). È composto da una serie di bacini lacustri collegati tra loro,
Le città principali che si affacciano sulle sue sponde sono Lappeenranta, Imatra, Savonlinna e Mikkeli. Il fiume Vuoksi scorre dal lago Saimaa al lago Ladoga.
È collegato al Golfo di Finlandia (baia di Vyborg) tramite il canale Saimaa che scorre da Lappeenranta a Vyborg. Altri canali collegano il lago con i laghi minori dell'est della Finlandia formando una rete di vie navigabili usate per il trasporto del legname, dei minerali, metalli, pasta di legno e altri beni ma anche a scopo turistico.

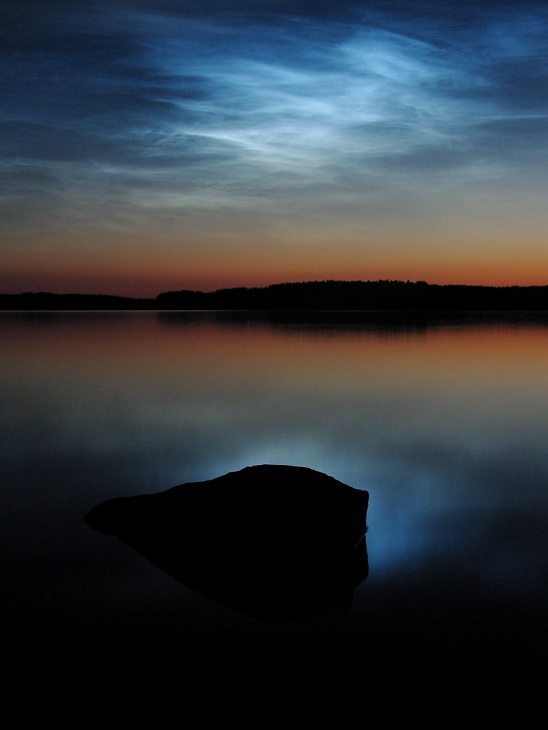
Nubi nottilucenti sopra il lago Saimaa

## Flora e fauna
Nel lago è presente l'endemica foca del Saimaa, una delle due sottospecie di foca dagli anelli che vive in acqua dolce (l'altra è presente nel vicino Lago Ladoga).
Nel lago è diffuso il coregone bianco, specie di coregone tipica dei paesi del Nordeuropa e molto ricercata dai pescatori finlandesi, che la chiamano Muikku.

### Parchi nazionali
Sulle rive del lago Saimaa s'affacciano due parchi nazionali finlandesi, il Parco nazionale di Linnansaari  e il Parco nazionale di Kolovesi.